# Estadio O'Higgins
El estadio O'Higgins, cuyo nombre oficial es complejo deportivo Bernardo O'Higgins, es un recinto deportivo ubicado en el Barrio O'Higgins de la ciudad de Valparaíso, Chile. Fue inaugurado en abril de 1940 bajo el nombre de estadio Las Zorras. Cuenta con una capacidad para 4000 personas y ha sido sede de varios eventos deportivos y culturales a lo largo de su historia.

## Historia
El primer anteproyecto del Estadio Las Zorras data del año 1929 y fue elaborado por el arquitecto ítalo Sasso. El recinto fue construido a finales de la década de los 30 del siglo XX y fue habilitado en abril de 1940 para ser una de los sedes de los torneos de la Asociación Porteña de Fútbol Profesional entre 1940 y 1946. En 1940 acogió varios partidos del club Santiago Wanderers.
Posteriormente  pasó a ser utilizado por la Asociación de Fútbol Bernardo O'Higgins, la cual se afilió a la Asociación Nacional de Fútbol Amateur (ANFA) a través de ARFA V Región. La Asociación Bernardo O'Higgins reúne a 14 clubes de fútbol, incluyendo Aguas Buenas, Delicias, Guillermo Subiabre, Juvenil Solari, Juventud San Jorge, Las Zorras, Miradero O'Higgins, Placilla, Ramaditas, San Jorge, Unión Cantú, Unión Rocuant, Unión San Bernardo y Unión Santa Elena.

## Características
El complejo deportivo posee una cancha de fútbol de superficie de tierra de medidas reglamentarias, una pista de atletismo, gradas para 4.000 personas, un gimnasio y una cancha de futbolito. Es propiedad del Instituto Nacional del Deporte (IND) y es administrado por la Ilustre Municipalidad de Valparaíso.

## Eventos y Actividades
El estadio es sede de eventos culturales y deportivos de carácter amateur, incluyendo partidos de fútbol y eventos comunitarios. Ha sido utilizado por la extinta Asociación Porteña de Fútbol Profesional entre 1940 y 1946 y posteriormente por la Asociación de Fútbol Bernardo O'Higgins. Los torneos de fútbol amateur congregan cada semana a unos 4.000 jugadores.